# Аччисай
Аччиса́й (Бургутсай, устар. Беркутсай, Ачи; узб. Achchisoy / Аччисой) — сай в Хатырчинском районе Навоийской области Узбекистана. Длина — 18 км.
Начинается на высоте 800 метров над уровнем моря из родников южного склона гор Каратау. Протекает через кишлак Бургут, затем через Аччик. Далее принимает справа приток Ханакасай и, по весне, впадает в канал Шават.
Общее направление течения южное. Полноводна зимой и весной, а летом и осенью почти полностью высыхает.
Название переводится с узбекского языка как «Горький сай».